# Clathria toxivaria
Clathria toxivaria är en svampdjursart som först beskrevs av Sarà 1959.  Clathria toxivaria ingår i släktet Clathria och familjen Microcionidae.
Artens utbredningsområde är Italien. Inga underarter finns listade i Catalogue of Life.